# Linea Itsukaichi
La Linea Itsukaichi (五日市線?, Itsukaichi-sen) è una linea ferroviaria giapponese a carattere locale gestita dalla JR East a scartamento ridotto che collega le stazioni di Musashi-Itsukaichi ad Akiruno e di Haijima ad Akishima. La linea è interamente all'interno dell'area metropolitana di Tokyo.
Dalla stazione di Hajima alcuni treni proseguono lungo la linea Ōme fino a Tachikawa per poi entrare nella linea principale Chūō fino a Tokyo.

## Storia

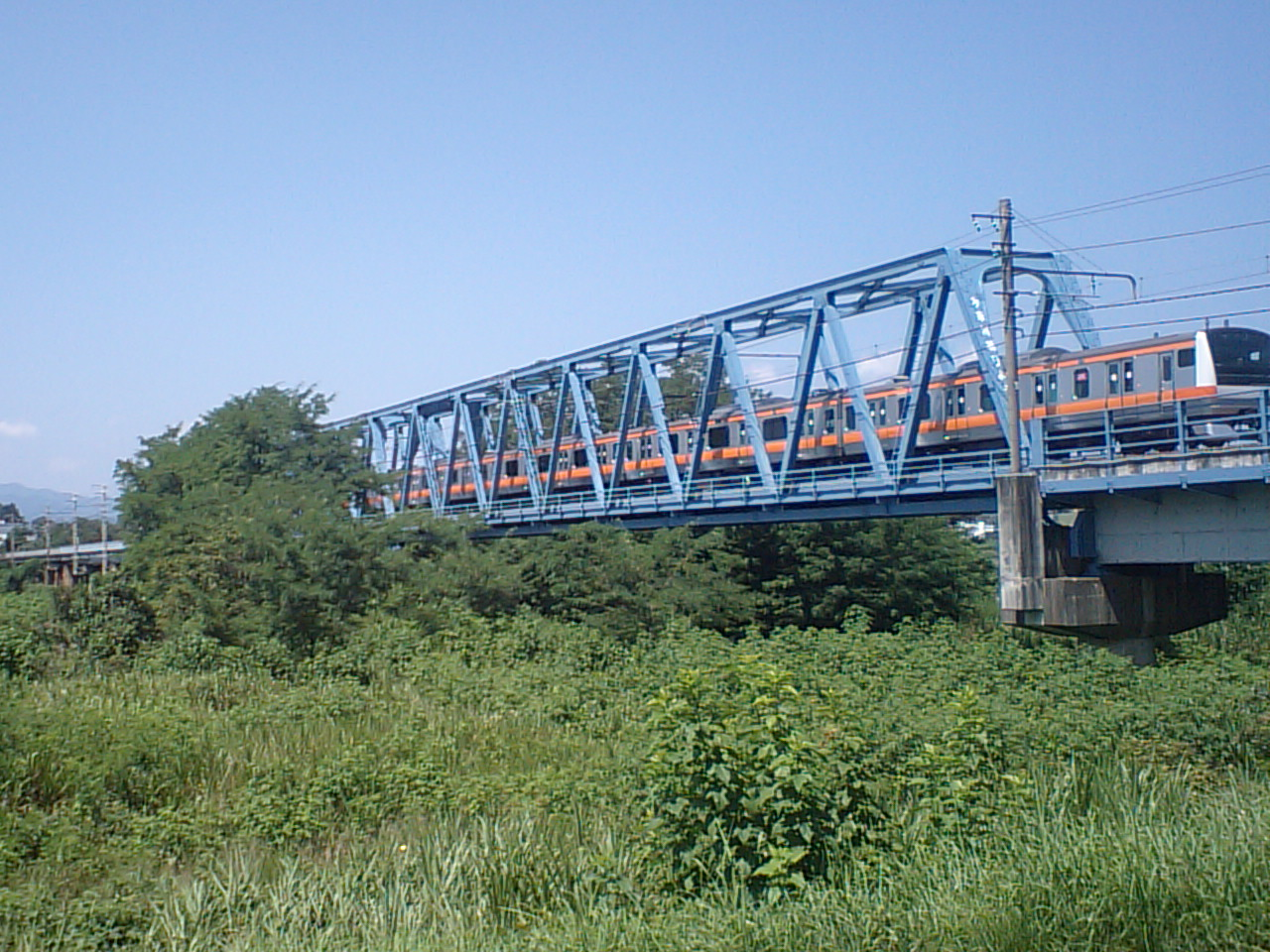
Un treno della serie 229 attraversa il fiume Tama

La linea Itsukaichi fu costruita dalle compagna ferroviaria Itsukaichi nel 1925.  Line was built by the Itsukaichi Railway in 1925. Nel 1930 tutte le sezioni (Tachikawa - Hajima - Musashi-Itsukaichi - Musashi-Iwai) vennero aperte. Fra Tachikawa e Hajima vennero così a formarsi due ferrovie in competizione fra loro, essendo già presente la ferrovia Ōme (l'attuale linea Ōme). Nel 1940 la ferrovia Itsukaichi venne acquisita dalle Ferrovie Nambu e integrata come "Linea Nambu Itsukaichi". Nel 1944 le ferrovie Nambu vennero nazionalizzate, e così valse per la linea Itsukaichi, il cui tratto fra Tachikawa e Hajima venne considerato ramo secco e smantellato.

## Percorso
| Stazione           | Giapponese | Distanza      | Distanza | Collegamenti                  | Posizione |
| Stazione           | Giapponese | Interstazione | Totale   | Collegamenti                  | Posizione |
| ------------------ | ---------- | ------------- | -------- | ----------------------------- | --------- |
| Haijima            | 拝島       | -             | 0.0      | Linea Ōme Linea Seibu Haijima | Akishima  |
| Kumagawa           | 熊川       | 1.1           | 1.1      |                               | Fussa     |
| Higashi-Akiru      | 東秋留     | 2.4           | 3.5      |                               | Akiruno   |
| Akigawa            | 秋川       | 2.2           | 5.7      |                               | Akiruno   |
| Musashi-Hikida     | 武蔵引田   | 1.5           | 7.2      |                               | Akiruno   |
| Musashi-Masuko     | 武蔵増戸   | 1.3           | 8.5      |                               | Akiruno   |
| Musashi-Itsukaichi | 武蔵五日市 | 2.6           | 11.1     |                               | Akiruno   |